# The Card
The Card er en britisk stumfilm fra 1922 af A. V. Bramble.

## Medvirkende
- Laddie Cliff - Denry Machin
- Hilda Cowley - Ruth Earp
- Joan Barry - Nellie Cotterill
- Mary Dibley
- Sidney Paxton - Councillor Cotterill
- Dora Gregory - Mrs Machin
- Norman Page - Mr Duncalf